# أحنف (اسم)
أحنف اسم علم مذكر عربي, وهو أيضاً لقب وصفة ويطلق أحياناً كَكِنية, وبالعادة يُضاف إليهِ ال التعريف. معناه المستقيم الذي لا عوج فيه المائل القدم الأعوج القدم.

## شخصيات تحمل هذا الاسم
- الأحنف بن قيس تابعي جليل وحليم العرب.